# 5482 Коранкеї
5482 Коранкеї (5482 Korankei, 1990 DX, 1984 WO3, 1986 EY1, 1987 SB23) — астероїд головного поясу.
Тіссеранів параметр щодо Юпітера — 3,427.